# مهدي أباد (باسخن)
مهدي أباد (بالفارسية: مهدی‌آباد) هي قرية تقع في إيران في البلدة المركزية. يقدر عدد سكانها بـ 570 نسمة .